# Anthony Bate
Pour les articles homonymes, voir Bate.
Anthony Bate est un acteur britannique né le 31 août 1927 à Stourbridge (Royaume-Uni), et mort le 19 juin 2012.

## Filmographie
- 1957 : High Tide at Noon : Johnny Fernandez
- 1958 : Captain Moonlight: Man of Mystery (série télévisée) : Forrest
- 1960 : Dentist in the Chair (en) : Jackson
- 1961 : Les Gangsters (Payroll) de Sidney Hayers : détective
- 1962 : A Prize of Arms (en) : Sgt. Reeves
- 1963 : Le Saint : L'Insaisissable Ellshaw (saison 2 épisode 5) : Martin Irelock
- 1963 : The Set-Up : Ray Underwood
- 1964 : Stopover Forever : Trevor Graham
- 1964 : Le Saint : Le Ministre imprudent (saison 3 épisode 10) : Christopher Waites
- 1964 : The Sullavan Brothers (série télévisée) : Paul Sullavan
- 1965 : Act of Murder (en) : Ralph Longman
- 1966 : Le Saint : Le Rocher du dragon (saison 6 épisode 10) : Dr. Sardon
- 1966 : Macbeth (TV) : Macduff
- 1966 : The Idiot (feuilleton TV) : Rogozhin
- 1966 : Broome Stages (feuilleton TV) : William Broome
- 1966 : Level Seven (TV) : General
- 1967 : Spindoe (en) (série télévisée) : Eddie Edwards
- 1967 : Angel Pavement (en) (TV) : Mr. Golspie
- 1967 : Les Misérables (feuilleton TV) : Insp. Javert
- 1969 : Moonlight on the Highway (en) (TV) : Dr. Chilton
- 1970 : Ivanhoe (feuilleton TV) : Sir Brian de Bois Guilbert
- 1971 : The Last Witness (TV) : Harris
- 1971 : Fathers and Sons (feuilleton TV) : Nikolai Kirsanov
- 1973 : Heil Caesar! (TV) : Brutus
- 1974 : Intimate Strangers (série télévisée)
- 1974 : Histoire de fantômes (Ghost Story) : Dr. Borden
- 1977 : Philby, Burgess and Maclean (TV) : Kim Philby
- 1977 : Treasure Island (en) (feuilleton TV) : Dr. Livsey
- 1978 : An Englishman's Castle (TV) : Harmer
- 1979 : Crime et Châtiment ("Crime and Punishment") (feuilleton TV) : Svidrigailov
- 1979 : La Taupe (en) (Tinker, Tailor, Soldier, Spy) (feuilleton TV) : Oliver Lacon
- 1980 : 'Tis Pity She's a Whore (TV) : Soranzo
- 1981 : Maybury (feuilleton TV) : Dr. Richardson
- 1981 : Fanny by Gaslight (feuilleton TV) : Clive Seymour
- 1982 : Shackleton (TV) : Lord Curzon
- 1982 : Une femme nommée Golda (A Woman Called Golda) (TV) : Sir Stuart Ross
- 1982 : Les Gens de Smiley (en) ("Smiley's People") (feuilleton TV) : Oliver Lacon
- 1983 : Nelly's Version (TV) : George
- 1984 : Give My Regards to Broad Street : City Banker
- 1988 : Game, Set, and Match (série télévisée) : Bret Renssalaer
- 1988 : War and Remembrance (feuilleton TV) : Field Marshal Gerd von Rundstedt
- 1989 : Countdown to War (TV) : Sir John Simon
- 1989 : Hercule Poirot (Agatha Christie's Poirot) (série télévisée, saison 2, épisode 3 : La Mine perdue) : Lord Pearson
- 1991 : La Guerre des nerfs (Eminent Domain) : Kowal
- 1995 : Prime Suspect 4: Inner Circles (TV) : James Greenlees
- 1997 : Rebecca (TV) : Col. Julyan
- 2001 : Nowhere in Africa (Nirgendwo in Afrika) : Mr. Brindley